# Tiaret
Tiaret (arabisch تيارت, DMG Tiyārat, tamazight ⵜⵢⴰⵔⴻⵜ Tyaret; auch Tihert, Tahert oder Tehert) ist die Hauptstadt der gleichnamigen Provinz Tiaret in Algerien. Sie hat ca. 200.000 Einwohner und verfügt über eine eigene Universität.

## Lage und Klima
Die Großstadt Tiaret liegt in den Bergen des Saharaatlas etwa 280 km (Fahrtstrecke) südwestlich von Algier bzw. ca. 230 km südöstlich von Oran in einer Höhe von ca. 1030 m. Aufgrund der Höhenlage ist das Klima meist gemäßigt bis warm; Regen (ca. 250 mm/Jahr) fällt überwiegend im Winterhalbjahr.

## Geschichte
Bereits in römischer Zeit befand sich ein römischer Stützpunkt mit Namen Tingurtia an dieser Stelle. In vorislamischer Zeit stand die gesamte Region unter der Herrschaft der Berberstammesgruppe der Banu Ifran.
Zwischen 788 und 909 war Tiaret (oder besser der etwa 8 km westlich gelegene Ort Tahert) Sitz des Imame der Rustamiden und ein blühendes Zentrum des Transsaharahandels. Der Ort verfügte über ergiebige Wasserquellen und war durch seine natürliche Lage und eine Stadtmauer mit vier Toren geschützt. Dennoch wurde die Stadt im Jahr 909 von den Fatimiden erobert.
1863 wurde das moderne Tiaret von als Teil der Kolonie Französisch-Nordafrika neugegründet. Von 1954 bis 1962 währte der Algerienkrieg. Bis zum Kriegsende und der Unabhängigkeit gehörte die Stadt zum 1956 neu eingeteilten französischen Verwaltungsgebiet Wilaya 5.
Seit 2016 ist der Ort Sitz der Tahkout Manufacturing Company, die 500 Mitarbeiter beschäftigt.

## Söhne und Töchter der Stadt
- Hamid Baroudi (* 1960), Musiker
- Saïd Belhout (* 1975), Langstreckenläufer
- Alain Caparros (* 1956), französischer Manager
- Guy Cloitre (1905–?), französischer Autorennfahrer
- Sultana Daoud (1915–1998), Oud-Musikerin und Sängerin, bekannt als Reinette l’Oranaise[5]
- Lise Enjalbert (1916–2015), französische Medizinerin, Bakteriologin und Hochschullehrerin
- Imane Khelif (* 1999), Boxerin
- Feghouli Hamza, Künstler
- Feghouli Moustefa, Mujahid
- Mohamed Oussar, Karate-Meister
- Djamel Sedjati (* 1999), Mittelstreckenläufer